# Willibald Alexis
Willibald Alexis, pseudonimo di Wilhelm Häring (Breslavia, 29 giugno 1798 – Arnstadt, 16 dicembre 1871), è stato uno scrittore tedesco.
Caratterizzato da una diffusa ridondanza, lodò la severità dell'antica Prussia.

## Opere
- Cabanis (1832)
- Der falsche Waldemar (1842)
- Die Hosen des Herrn von Bredow (1846)
- Der Werwolf (1848)